# Martin Lel
Martin Lel (né le 29 octobre 1978 à Kapsabet) est un athlète kenyan, pratiquant le marathon.

## Biographie
Martin Lel est né dans le village de Kipngeru, il est le cinquième enfant d'une famille qui en comptera dix. Athlète pratiquant les courses sur route, il participe à son premier marathon en 2002, à Prague, épreuve qu'il ne termine pas, puis le marathon de Venice. Pour la saison suivante, il se consacre tout d'abord au semi-marathon, remportant l'épreuve de Lisbonne puis de Virginia Beach avant de remporter au sprint le championnat du monde de semi-marathon 2003 à Vilamoura.
Un mois plus tard, il remporte son premier grand marathon, le Marathon de New-York. 
En 2005, il remporte son deuxième grand marathon international avec le marathon de Londres, considéré avec New York, Boston, Chicago et Berlin. Souffrant de périostites qui l'empêche pratiquement de s'aligner à plus d'un marathon par saison, il se construit peu à peu un palmarès: il termine à la deuxième place lors de l'édition 2006 du marathon de Londres, battu au sprint par Felix Limo.
L'édition 2007 de Londres constitue, de par le palmarès et le renom de ses engagés, l'un des marathons le plus relevé de l'histoire: le champion olympique Stefano Baldini, le champion du monde Jaouad Gharib, le détenteur du record du monde Paul Tergat et son prédécesseur Khalid Khannouchi, ainsi que la star de la piste Haile Gebrselassie. Disputée sous une température de 20 °C inhabituelle pour la saison, les favoris disparaissent les uns après les autres, il place sa seule accélération à l'entrée du dernier pour déposer son vainqueur de l'année passée, Felix Limo et un inattendu débutant sur la distance, le marocain Abderrahim Goumri.

## Palmarès

### Marathon
- Marathon de New-York 2003 et 2007
- Marathon de Londres 2005, 2007 et 2008
- 2e du marathon de Londres en 2006, 2011 et 2012
- 3e du Marathon de Boston en 2003 et 2004

### Semi-Marathon
- Champion du monde de semi-marathon 2003 à Vilamoura
- Semi-marathon de Lisbonne 2003